# Spoorlijn Wittlich - Daun
De spoorlijn Wittlich - Daun was een Duitse spoorlijn en als spoorlijn 3110 onder beheer van DB Netze.

## Geschiedenis
De spoorlijn werd tussen 1909 en 1910 in gebruik genomen. In 1981 werd het personenverkeer opgeheven en in 1988 werd het gedeelte tussen Wittlich en Daun volledig stilgelegd, waarna de sporen werden opgebroken, thans is het ingericht als fietsroute. Tussen Wittlich en Wittlich Hbf hebben tot 2001 treinen gereden, ook hier zijn de sporen opgebroken.

## Aansluitingen
In de volgende plaatsen was een aansluiting op de volgende spoorlijnen:
Wittlich Hauptbahnhof
DB 3010, spoorlijn tussen Koblenz en Perl
DB 3111, spoorlijn tussen Wittlich en Bernkastel-Kues
Wittlich
DB 3114, spoorlijn tussen Wittlich en Industrieanschluß II
Daun
DB 3005, spoorlijn tussen Andernach en Gerolstein